# William King (cónego)
William King BD (falecido em 23 de setembro de 1590) foi um cónego de Windsor de 1572 a 1590.

## Carreira
Ele foi King's Scholar no Eton College de 1544 a 1548, e, em seguida, estudou no King’s College, Cambridge, onde se graduou BA em 1553, MA em 1556 e BD em 1570.
Ele foi nomeado:
- Reitor de Howick, Northumberland 1560 – 1566
- Arquidiácono de Northumberland 1561 – 1566
- Prebendário da Catedral de Canterbury 1565 – 1590
- Vigário de Appledore, Kent 1568 – 1576
- Reitor da Kingston, Kent 1569 – 1573
- Capelão da Rainha Elizabeth

Ele foi privado de sua arquideaconaria em 1566 devido à ausência contínua.
Ele foi nomeado para a nona bancada na Capela de São Jorge, Castelo de Windsor em 1572, posição que ocupou até 1590.